# Echinomuricea stellata
Echinomuricea stellata is een zachte koraalsoort uit de familie Plexauridae. De koraalsoort komt uit het geslacht Echinomuricea. Echinomuricea stellata werd in 1910 voor het eerst wetenschappelijk beschreven door Nutting. 